# نجا عشبية
نجا عشبية (الاسم العلمي:Najas graminea) هي نوع من النباتات تتبع جنس النجا من فصيلة الحب المائية.